# Funk Márton
Funk Márton, született Osmar Martin Funk (Pöhla, 1883. július 2. – Zwickau, 1954. május 2.) metodista lelkész Magyarországon és Németországban, szuperintendens, a németországi Sátormisszió (Zeltmission) igazgatója.

## Gyermekkora
1883-ban metodista családba született az érchegységi Pöhlában, Schwarzenberg mellett. Édesapját kétéves korában vesztette el, aki szívszélhűdésben halt meg. Alig két évvel fiatalabb húgával együtt édesanyja nevelte fel, aki átvette férje paszomány- és csipkeüzletét. Iskoláit Pöhlában végezte. Tízéves volt, amikor otthoni metodista gyülekezetében két fiatal barátjával együtt átélte a megtérés élményét, amelyre később is pontosan emlékezett. Ez az élménye vezetett néhány év múlva ahhoz az elhatározáshoz, hogy egyházi szolgálatra jelentkezzen. Gyülekezetében Pöhlában már fiatalon laikus munkatárs lett. Miután 14 évesen kereskedőinasként Lipcsébe került, az ottani gyülekezeti munkában is aktívan kivette részét.

## Útja a lelkészi szolgálatig
Bár egy világszerte ismert kereskedő vállalat reményteljes kereskedőjeként dolgozott, 19 évesen mégis lelkipásztori szolgálatra jelentkezett. 1902-1904 között a Kassel-göttingeni gyülekezeti körzetben segédprédikátorként dolgozott, az első esztendőben Robert Möller felügyelete alatt (akit egészségügyi okok miatt helyeztek el). A szuperintendendes 1903-ban így írt jelentésében az Évi Konferenciának róla: "Funk testvér személyében Möller testvér rátermett segítséget nyert, aki Göttingenben vett ki lakást, és nagy áldással munkálkodott azon a helyen. A gyülekezet látogatottsága a tavalyi évhez képest megduplázódott. Göttingenben az előző évhez képest 4 taggal és 14 próbataggal többet számlálunk." Funk 1904-ben jelentkezett a frankfurti Lelkészképző Szemináriumba, azonban anyagi okokból nem tudták felvenni. Ekkor egy évre újabb szolgálati megbízást kapott a Plauen-oelsnitz-i gyülekezeti körzetben. 1905-1908 között folytatta teológiai tanulmányait Frankfurtban.

## Egyházi szolgálatai Magyarországon
Első szolgálati helyét 1908-ban Magyarországon kapta, a bácskai Szenttamási Körzetben. A körzetben falvakban, illetve kisebb mezővárosokban szolgált, főleg németek felé szólt a küldetése. A körzetben folyó magyar nyelvű misszió vezetésére Kuszli Márk segédprédikátor kapott megbízatást Funk felügyelete alatt.
Az 1911-ben Bécsben megalakult Osztrák-Magyar Missziói Konferencián William Burt püspök (1904-1912) Funk Mártont Budapestre helyezte. A helyi német nyelvű gyülekezet ekkor a Rottenbiller utcában működött, majd az amerikai Fanny Nast Gamble nagylelkű adományából 1916-ban vásárolták meg a Felsőerdősor utcai ingatlant. Az első világháború alatt a 40. számú lovaskórház szállító katonájaként szolgált.
A trianoni döntés eredményeként a magyarországi metodista misszió csaknem megszűnt létezni: Funk Márton lett az egyedüli metodista prédikátor az országban, a fővárosi német nyelvű gyülekezeten kívül csak néhány "munkakezdemény" működött, saját összejöveteli helyiség nélkül. John Louis Nuelsen püspök (1912-1940) Funk Mártont az 1919-ben megalakult Magyarországi Misszió (1924-től Missziói Konferencia) szuperintendensévé nevezte ki. A magyarországi metodista misszió vezetőjeként Funk lényegében újra alapította az egyházat, a háború utáni bizonytalan idők és a nagy anyagi szükség ellenére is látványos fejlődés bontakozott ki magyar, német és szlovák nyelven. Amikor 1931 tavaszán hazatért Németországba három kerületből álló missziói konferenciát adhatott át utódjának, Tessényi Jánosnak, tucatnyi prédikátorral, mintegy 20 nagyobb gyülekezettel, egy seregnyi egyházi tulajdonnal, köztük a budakeszi szanatóriummal, árvaházzal és öregotthonnal.

## Németországi munkássága
1931-ben Nuelsen püspök az akkoriban újjáalakult német Sátormisszió (Zeltmission) szolgálat vezetésével bízta meg. 1937-ben a növekvő anyagi nehézségek és a lelkészhiány következtében Otto Melle püspök a Zwickaui Körzet vezetésével bízta meg (az akkori Németország legerősebb gyülekezeti körzete). A háború utáni nyomorban még megélhette a gyülekezet létszámbeli növekedését, és stabilizálódását. A blankenburgi Aliansz Konferencia vezetőjének választották, ezt a szolgálatát 1952-ben bekövetkezett nyugdíjazásáig be is töltötte. Sok más egyházi feladata között a Közép-Németországi Keresztyén Énekszövetségnek is elnöke volt. Két évvel nyugdíjazása után, 1954. május 2-án hunyt el. "Tanácsoddal vezetsz engem" - voltak utolsó szavai.

## Család
A fiatal Funk Márton a frankfurti teológiai tanulmányai befejeztével eljegyezte Marta Scharpffot, egy prédikátor lányát, akit 1910-ben vett el feleségül. Első gyermekük Lydia, 1911 májusában született, akit további öt gyermek követett. Theophil (1912-1983) nevű gyermeke ugyancsak lelkész lett a metodista egyházban, illetve az 1952-ben Bad Klosterlausnitz-ban megalakult metodista teológiai szeminárium tanáraként is dolgozott (Újszövetséget, egyháztörténetet, és kateketikát oktatott). Gerhard fia a második világháborúban hunyt el.